# Tryon County (New York)
Tryon County (New York) war ein County in der Provinz New York, das nach Gouverneur William Tryon benannt wurde. 1784 wurde der County zu Ehren von General Richard Montgomery in Montgomery County umbenannt.
Tryon County wurde 1772 als Teil des Albany County (New York) eingerichtet, teilweise auf Veranlassung von William Johnson. Weil der County keine klare westliche Grenze hatte, erstreckte er sich theoretisch bis zur anderen Seite Nordamerikas. In Wirklichkeit bedeutete die Irokesen-Konföderation in einem großen Gebiet rings um den Oneida Lake, dass das Territorium für weiße Siedler nicht verfügbar war, insbesondere auch weil Johnson die Interessen der Ureinwohner schützte. Tatsächlich war Johnsons Motivation, den County zu gründen, zum Teil der Schutz der Interessen der Indianer.
Vor dem Ausbruch des Amerikanischen Unabhängigkeitskrieges bildeten einige Mitglieder des Countys ein Sicherheitskomitee, um ihre loyalistischen Nachbarn einzuschüchtern, was letztendlich viele veranlasste, in die Sicherheit Kanadas zu flüchten. Als der Krieg in dem Gebiet abflaute, wurde der Name des verhassten Gouverneurs getilgt. Der County begann sich erneut zu füllen und hatte bald mehr Einwohner als vor dem Krieg.
Unter dem Namen Montgomery County wurde dieses riesige Gebiet in mehrere Countys des heutigen Bundesstaates New York aufgeteilt. Der erste neue County war 1789 Ontario County und der letzte war 1838 Fulton County (New York).